# Lake Mohawk (Ohio)
Lake Mohawk – jednostka osadnicza w Stanach Zjednoczonych, w stanie Ohio, w hrabstwie Carroll.